# Boarmia plumalis
Boarmia plumalis là một loài bướm đêm trong họ Geometridae.